# Джулі Ґрем
Джулі Ґрем (англ. Julie Graham; нар. 27 липня 1965, Ірвін, Шотландія, Велика Британія) — шотландська акторка, сценаристка та продюсерка.

## Життєпис
Джулі Ґрем народилася 27 липня 1965 року в місті Ірвін, графство Північний Ершир, Шотландія, Велика Британія.
Кінокар'єра Джулі Ґрем розпочалась у 1984 році. 
1993 року була виконавчою продюсеркою короткометражної стрічки «Закрити».
У 2020 році деб'ютувала як сценаристка, написавши сценарій до епізоду вебсеріалу «Dun Breedin'».
Того ж року виконала роль у п'єсі Дасті Г'юза «Безпорадний», поставленому лондонським театром «Donmar Warehouse».

## Особисте життя
У червні 2002 року Джулі Ґрем вийшла заміж за актора Джозефа А. Беннетта (1968-2015). У подружжя народилося дві дочки: Іді Мей Беннетт (нар. 5 лютого 2004) та Сід Бетті Беннетт (нар. 3 березня 2006). 13 квітня 2015 року 47-річний Беннетт наклав на себе руки, повісившись на дереві у Річмонд-парку на південному заході Лондона. У 2019 році Джулі вийшла заміж за бельгійського інструктора з парашутного спорту Деві Крокета.

## Вибрана фільмографія
| Рік       |   | Українська назва                   | Оригінальна назва           | Роль                              |
| --------- | - | ---------------------------------- | --------------------------- | --------------------------------- |
| 1984      | с | Кінець лінії                       | End of the Line             | Люсі                              |
| 1986      | с | Криваво-червоні троянди            | Blood Red Roses             | Джейні                            |
| 1986      | с | Таґґарт                            | Taggart                     | Кетлін Келлі                      |
| 1987      | с | Бронд                              | Brond                       | дівчина в борделі                 |
| 1988      | с | Втрати                             | Casualty                    | Елісон Макґрелліс                 |
| 1988      | ф | Фруктова машина                    | The Fruit Machine           | Гейзел                            |
| 1990      | с | Благо                              | Boon                        | Мойра Конноллі                    |
| 1990      | ф | Черниці-втікачки                   | Nuns on the Run             | офіціантка в казино               |
| 1990      | ф | Велика людина                      | The Big Man                 | Мелані                            |
| 1990      | ф | Безмовний крик                     | Silent Scream               | Еліс / Бетті                      |
| 1991      | ф | Кулак блондинки                    | Blonde Fist                 | Сільві                            |
| 1991      | ф | Бутон троянди                      | Rosebud                     | акторка                           |
| 1992      | с | Спендер                            | Spender                     | Джоді                             |
| 1994      | с | Гаррі                              | Harry                       | Еліс                              |
| 1995      | ф | Ближня кімната                     | The Near Room               | Еліз Ґрей                         |
| 1995      | с | Багз: електронні жучки             | Bugs                        | Саріта                            |
| 1997      | с | Далзіель і Паско                   | Dalziel and Pascoe          | Еді Прітчард                      |
| 1998      | ф | Спальні та коридори                | Bedrooms and Hallways       | Енджі                             |
| 1999      | ф | З тобою чи без тебе                | With or Without You         | Кеті                              |
| 2006      | с | Загробне життя                     | Afterlife                   | Люсі                              |
| 2007      | ф | Історія містера Поллі              | The History of Mr Polly     | Ненсі Поттер                      |
| 2007      | с | Міс Марпл Аґати Крісті             | Agatha Christie's Marple    | Мері Елдін                        |
| 2008—2010 | с | Вцілілі                            | Survivors                   | Еббі Ґрант                        |
| 2010      | с | Пригоди Сари Джейн                 | Sarah Jane Adventures       | Рубі Вайт                         |
| 2011      | с | Док Мартін                         | Doc Martin                  | Меґґі Рід                         |
| 2012      | ф | Висотна будівля                    | Tower Block                 | Керол                             |
| 2012—2014 | с | Код убивства                       | The Bletchley Circle        | Джин                              |
| 2012      | с | Віра                               | Vera                        | Маріанна Ґаувер                   |
| 2013      | ф | Коротка дорога до пекла: Частина 1 | Shortcuts to Hell: Volume 1 | агентка з нерухомості             |
| 2013      | с | Убивства в Мідсомері               | Midsomer Murders            | лікар Лора Парр                   |
| 2013      | с | Смерть у раю                       | Death in Paradise           | Джен Павелл                       |
| 2014      | с | Нові хитрощі                       | New Tricks                  | Тріша Макендрю                    |
| 2014      | с | Шетланд                            | Shetland                    | Рона Келлі                        |
| 2016      | с | Один із нас                        | One of Us                   | Мойра Дуґлас                      |
| 2018      | с | Королеви таємниць                  | Queens of Mystery           | Кет Стоун                         |
| 2020      | с | Покаяння                           | Penance                     | Розалі Дуґлас                     |
| 2020      | с | Жити далі                          | Moving On                   | Полін Джайлз                      |
| 2020      | с | Dun Breedin'                       | Dun Breedin'                | Ру Джеймсон                       |
| 2020      | с | Доктор Хто                         | Doctor Who                  | Равіо                             |
| 2022      | с | Двоє дверей вниз                   | Two Doors Down              | Ґейл                              |
| 2022      | с | Рідлі                              | Ridley                      | Енні Марлінґ, власниця джаз-клубу |
| 2023      | с | Материнство                        | Maternal                    | лікар Сьюзен Фішер                |
| 2023      | с | Розплата                           | Payback                     | Конні Морріс                      |